# Besluit Oorlogs- of Vredesgedenkteekens

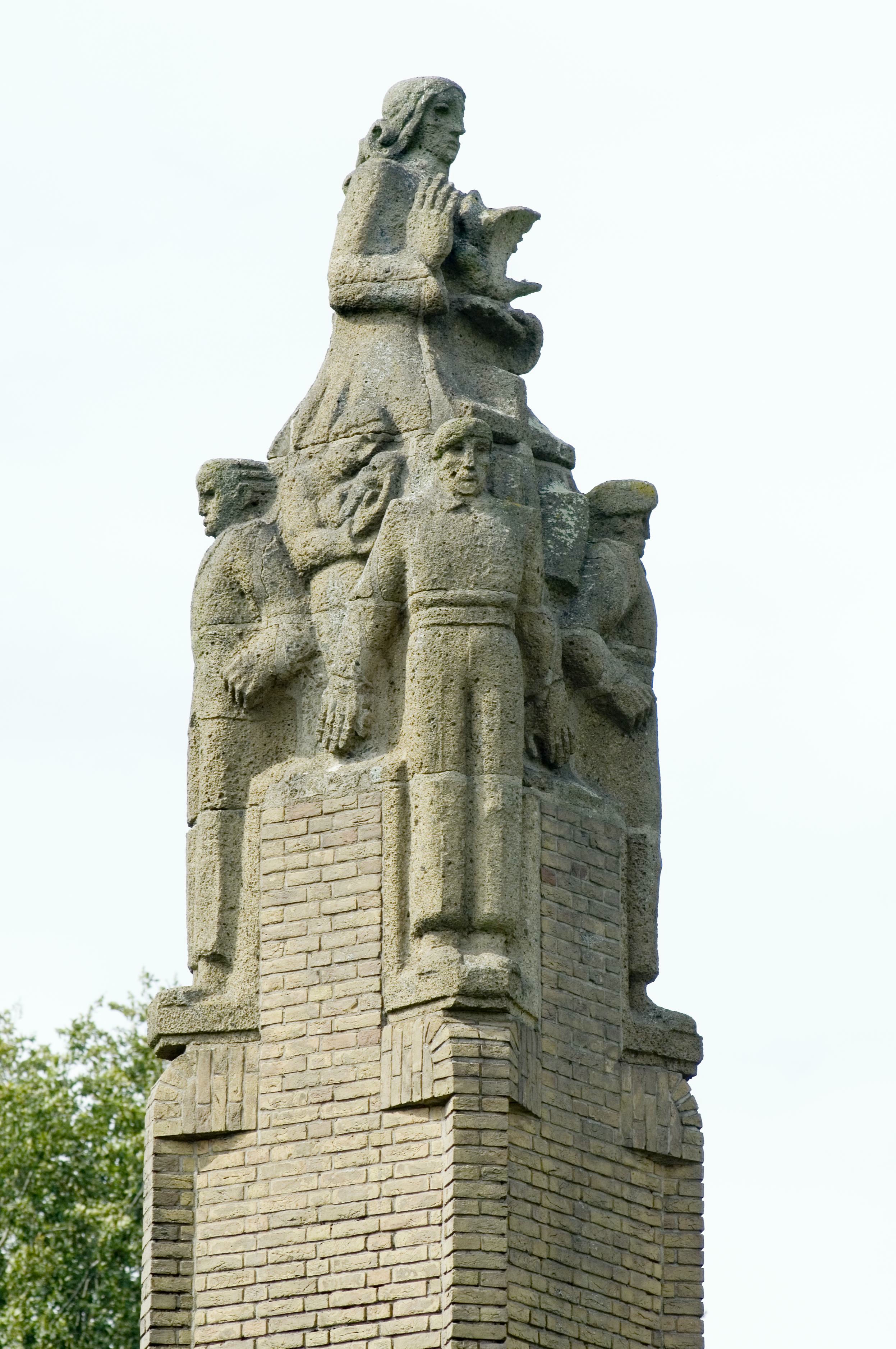
Detail van het Airborne-monument in Oosterbeek van Jac Maris. De Centrale Commissie zag liever een eenvoudigere bekroning van het monument.

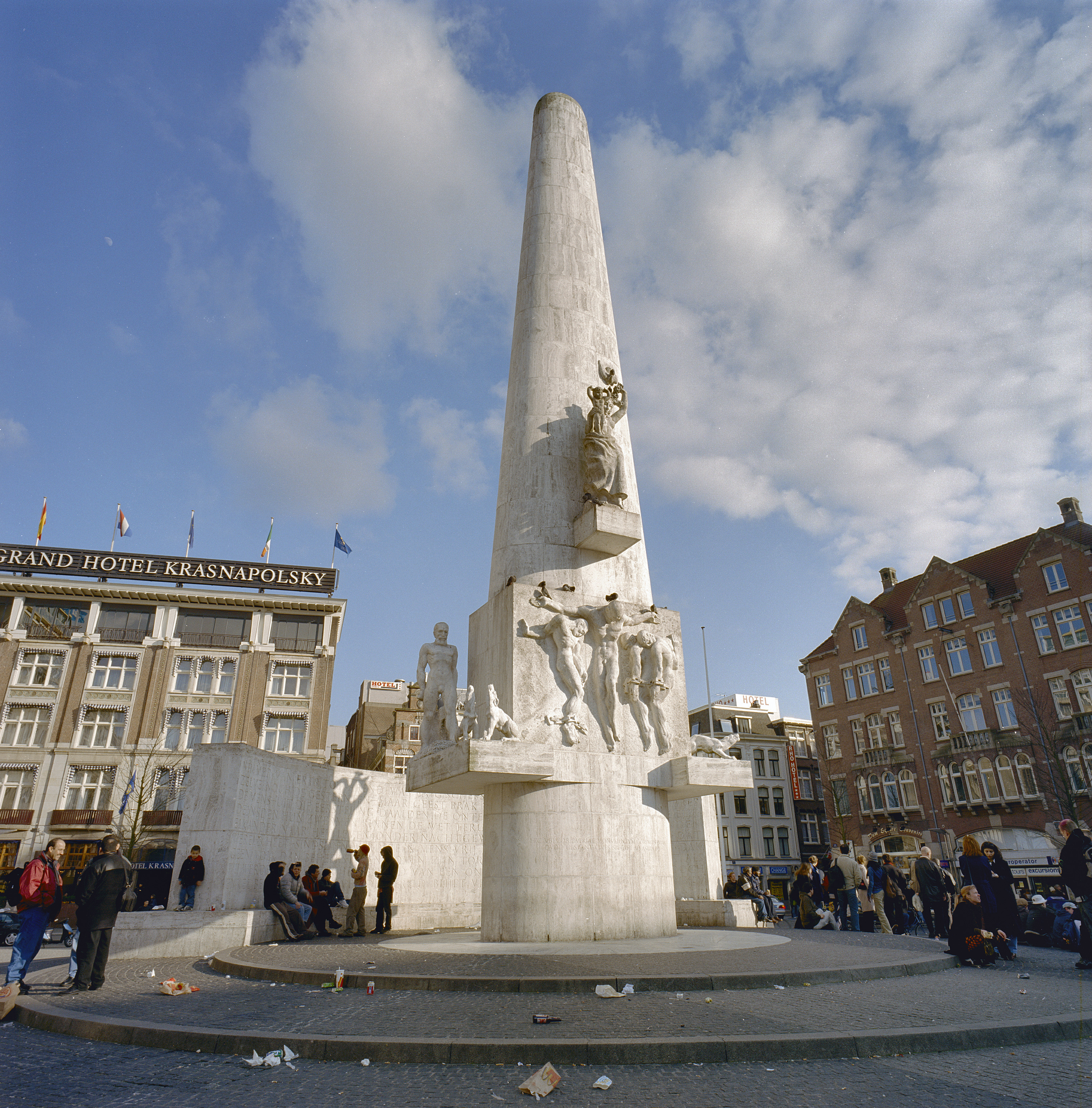
De Centrale Commissie had een aantal bezwaren tegen het ontwerp van het Nationaal Monument op de Dam, onder meer vanwege de tweeledigheid van obelisk en urnenmuur en een gebrek aan klaarheid en zeggingskracht. De minister gaf desondanks toestemming.

Het Besluit Oorlogs- of Vredesgedenkteekens had als doel de plaatsing van oorlogsmonumenten in Nederland te reguleren. Het koninklijk besluit werd op 23 oktober 1945 gepubliceerd in het Staatsblad. Op grond van het besluit was voor het "oprichten, plaatsen of aanbrengen van oorlogs- of vredesgedenktekens op openbare of van de openbare weg af zichtbare plaatsen" goedkeuring nodig van de minister van Onderwijs, Kunsten en Wetenschappen. Met het besluit werden een 'Centrale Commissie voor oorlogs- en vredesgedenkteekens' en elf Provinciale Commissies ingesteld, die voorstellen voor gedenktekens beoordeelden en de minister daarover adviseerden. 

## Achtergrond
Ter herinnering aan de slachtoffers van de Tweede Wereldoorlog werden al in 1940 gedenktekens in Nederland opgericht. Het oudste is vermoedelijk het bakstenen monument in Medemblik, dat op 24 augustus 1940 werd onthuld. Na de bevrijding van de Duitse bezetting worden her en der commissie samengesteld voor het oprichten van een oorlogsmonument. De Nederlandse Kring van Beeldhouwers (NKvB) maakte zich zorgen over de (artistieke) kwaliteit en spontane acties, terwijl er werkloze beeldhouwers thuis zaten. De NKvB verzocht in juni 1945 het Militair Gezag om een voorlopig verbod voor het oprichten van nieuwe monumenten. De Groote Advies-Commissie der Illegaliteit was bang dat foute Nederlanders zich door betrokkenheid bij een oprichtingscomité zouden 'schoonwassen' en ook het Nationaal Instituut plaatste kanttekeningen. Voorstanders van regulering verwezen onder meer naar België, dat na de Eerste Wereldoorlog was overstroomd met allerlei mogelijke en onmogelijke gedenktekens. Het ministerie van Onderwijs, Kunsten en Wetenschappen kwam tegemoet aan de bezwaren "overwegende, dat het noodzakelijk is regelen vast te stellen met betrekking tot oorlogs- of vredesgedenkteekens zoowel met het oog op aantal, plaatsing als aesthetische verzorging daarvan" werd na advies van de Raad van State in oktober 1945 het Besluit Oorlogs- of Vredesgedenkteekens gepubliceerd, waarin werd vastgesteld dat voor het plaatsen van een gedenkteken toestemming nodig was van de minister van Onderwijs, Kunsten en Wetenschappen. Het besluit regelde de instelling van adviescommissies: de Centrale Commissie en elf Provinciale Commissies.

## Adviescommissies

### Centrale Commissie
Volgens het besluit diende de Centrale Commissie te bestaan uit vijf leden, onder wie een beeldhouwer en een architect, die door de minister werden benoemd (art. 3, lid 2). Minister Van der Leeuw benoemde eind 1945 als voorzitter Wieger Bruin (architect en stedenbouwkundige) en als leden Jan Bijhouwer (architect), Martinus Nijhoff, (dichter), Willem Sandberg (directeur van het Stedelijk Museum Amsterdam) en Oswald Wenckebach (beeldhouwer). Naast de Centrale Commissie kwam in 1947 de Nationale Monumenten Commissie voor Oorlogsgedenktekens tot stand, ingesteld op advies van de minister van OKW. De Nationale Monumenten Commissie vertegenwoordigde met 130 leden de Nederlandse bevolking en fungeerde als een comité van aanbeveling. Zij adviseerde onder meer over de oprichting van een aantal belangrijke monumenten en een centraal nationaal monument. Het plan voor het Nationaal Monument op de Dam werd vervolgens door de Centrale Commissie beoordeeld en op een aantal punten afgekeurd, waarna minister Rutten alsnog toestemming verleende.
Procedure
Na publicatie van het Besluit Oorlogs- of Vredesgedenkteekens stelden de Groote Advies Commissie der Illegaliteit, het Nationaal Instituut, de Nederlandse Kring van Beeldhouwers en de Nederlandsche Federatie van Beroepsvereenigingen van Kunstenaars gezamenlijk een brochure op die aan alle Nederlandse gemeenten werd verzonden. In de brochure werd de procedure voor de totstandkoming van een gedenkteken uitgelegd: Eerst moest worden vastgesteld wie of welke gelegenheid zou worden herdacht en diende een oprichtingscomité te worden gevormd. Na de keuze van een kunstenaar moest diens uiteindelijke ontwerp worden voorgelegd aan de Provinciale Commissie. De Provinciale Commissie legde het ontwerp weer voor aan de Centrale Commissie. Verzoeken voor gedenktekens met een algemene nationale betekenis werden alleen door de Centrale Commissie beoordeeld (art 2, lid 3). Wanneer de commissies positief adviseerden, kon ministeriële goedkeuring worden verleend. De minister mocht afwijken van de adviezen van de commissies. Ondanks dat het besluit regelde dat gedenktekens waarvoor geen goedkeuring was verleend op last van de minister konden worden verwijderd, werd niet in alle gevallen om toestemming gevraagd, in het najaar van 1951 waren er nog geen 400 adviezen door de Centrale Commissie uitgebracht.
De praktijk
De commissie beoordeelde niet alleen de voorgestelde gedenktekens niet alleen op esthetisch vlak, maar keek ook naar zaken als materiaalgebruik, beoogde locatie en de inrichting daarvan. Na verwerking van eventuele kritiek kon een aangepast ontwerp worden ingediend. Het proces leverde meerdere keren vertraging op bij de totstandkoming van gedenktekens. De commissie had onder meer bezwaar tegen de door beeldhouwer Jac Maris beoogde bekroning van het Airborne-monument (1946-1947) in Oosterbeek. De discussie leidde tot zoveel vertraging dat de beeldhouwer voor de onthulling van het monument een tijdelijke bekroning moest maken. Voor het herdenkingsmonument in Breskens gold dat het door de trage afhandeling van de provinciale en centrale commissies twee jaar duurde voordat men tot onthulling kon overgaan. Het ontwerp voor het Verzetsmonument in Vries werd tot twee keer toe door de commissie afgewezen, omdat zij de gewenste locatie aan de Rijksweg richting Zuidlaren "weinig gelukkig" vond. Nadat een andere plek werd gevonden, werd in 1950 -vijf jaar na het oorspronkelijk initiatief- alsnog toestemming verleend. Beeldhouwer Peter Roovers maakte voor Eede een monument ter herinnering aan het feit dat koningin Wilhelmina hier op 13 maart 1945 terugkeerde op Nederlandse bodem. In 1947 had hij een ontwerp klaar, van een meisje met een fakkel, dat hij ter beoordeling voorlegde. Na kritiek vanuit de commissie paste hij zijn ontwerp aan en legde in 1951 een nieuw plan voor. De Centrale Commissie zag wel wat in het nieuwe idee, maar wilde meer informatie over de beoogde tekst. Later dat jaar kwam een reactie vanuit de Provinciale Commissie, die het beeld niet geheel kon waarderen. Roovers begon desondanks in 1952 aan een definitieve uitvoering, daarbij enkele suggesties van de commissies overnemend. Toestemming bleef echter uit, tot de burgemeester van Aardenburg ingreep en de minister rechtstreeks benaderde. Op 17 augustus 1953 werd officieel goedkeuring verleend en op 13 maart 1954 kon het Nationaal Monument 'De Nederlandse Maagd' worden onthuld.
Begin jaren 50 werden een monument van Maris voor Nijmegen en een monument van Roovers voor Den Bosch afgewezen door de Centrale Commissie, desondanks werd vanuit het ministerie toestemming verleend voor de plaatsing ervan. De Nederlandse Kring van Beeldhouwers was het niet eens met deze gang van zaken en schreef in september 1951 een open brief naar de minister. Volgens de NKvB werd door het besluit het vertrouwen in ernstige mate verzwakt en werd de waardigheid van de herdenking opgeofferd aan de persoonlijke belangen van de betrokkenen. De brief kreeg landelijke aandacht en leidde tot vragen in de Eerste Kamer. Volgens het antwoord van staatssecretaris Jo Cals werden door de Centrale Commissie en de Provinciale Commissies verschillende adviezen gegeven, waardoor ervoor was gekozen goedkeuring te verlenen vanwege het belang van de kunstenaar en dat van de burgerij, die na jarenlange discussies de mogelijkheid wilden krijgen om te kunnen gedenken.
In het Nationaal Archief worden stukken van de Centrale Commissie voor Oorlogs- of Vredesgedenktekens bewaard. Er zijn 296 omslagen met 'Tekeningen en bestekken van oorlogs- en vredesgedenktekens' uit de periode 1937-1959 bewaard gebleven. Door een teruglopende vraag naar gedenktekens werd het werk van de Centrale Commissie rond 1960 gestaakt, de formele opheffing volgde mogelijk in de jaren 70.

### Provinciale Commissies
De elf Provinciale Commissies werden ook wel 'Commissie van advies voor de oorlogs- of vredesgedenkteekens' genoemd. Ze bestonden uit zes leden, onder wie ten minste drie architecten of beeldende kunstenaars, zij werden op voordracht van de Commissaris van de Koningin door de minister benoemd (art. 2, lid 1). De minister wees uit de leden een voorzitter en secretaris aan. Tot de provinciale leden behoorden onder anderen de beeldhouwers Mari Andriessen, Titus Leeser, Willem Valk, Charles Vos en Dirk Wolbers en architecten als J. Boelens Kzn, Arjen Goodijk, Gerard Holt, Gerrit Rietveld en A.R. Wittop Koning. Onder de ruim veertig commissieleden bevonden zich vier vrouwen: J.M. barones de Vos van Steenwijk-van Roijen voor Drenthe, mej. J.A. Bouwens voor Gelderland, mej. ir. E.F. van den Ban (secretaris) voor Noord-Holland en mevr. E.J. van den Broecke-de Man voor Zeeland.
In het Nationaal Archief worden stukken van de Provinciale Commissies voor Oorlogs- of Vredesgedenktekens bewaard.

### Commissieleden
Lijst per 1 mei 1946:
| commissie                             | voorzitter                | secretaris                | leden                                                                                          |
| ------------------------------------- | ------------------------- | ------------------------- | ---------------------------------------------------------------------------------------------- |
| Centrale Commissie                    | Wieger Bruin              | K.E. Schuurman            | ir. dr. J.Th.P. Bijhouwer, mr. M. Nijhoff, jhr. W.J.H.B. Sandberg, prof. L.O. Wenckebach       |
| Provinciale Commissie - Drenthe       | mr. A. Kleyn              | ir. J.A.M. den Boer       | J. Boelens Kzn, J. Poortman, J.M. barones de Vos van Steenwijk-van Roijen, J. Vroom            |
| Provinciale Commissie - Friesland     | D. Witteveen              | ir. J.J.M. Vegter         | A. Goodijk, D. Tamminga, dr. A. Wassenbergh, A. Witteveen                                      |
| Provinciale Commissie - Gelderland    | ir. A.M. Kuysten          | ir. A. Kraayenhagen       | mej. J.A. Bouwens, Jan van Dongen, G. Jacobs van den Hof, jhr. dr. J.L.A.A.M. van Rijckevorsel |
| Provinciale Commissie - Groningen     | ir. H. van Halewijn       | ir. J. Dieperink          | A.R. Wittop Koning, ir. G. Bosma, W.J. Valk, A.L. van Wissen                                   |
| Provinciale Commissie - Limburg       | dr. E.J.H. Jaspar         | ir. R.Ch.A. Franken       | mr. E.M.C.B. Franquinet, ir. Jules Kayser, ir. F.P.J. Peutz, Charles Vos                       |
| Provinciale Commissie - Overijssel    | mr. H.J. Bouman           | H. Mastenbroek            | J.Jans, B.J. ter Kuile, T.J.G.K. Leeser, J.H. de Herder                                        |
| Provinciale Commissie - Noord-Brabant | ir. G. Bolsius            | ir. C.J. van Oyen         | C. de Bever, P.H. van Kessel, C.M. van Koolwijk, D.C. Steenbergen                              |
| Provinciale Commissie - Noord-Holland | G.H. Holt                 | mej. ir. E.F. van den Ban | Marie S. Andriessen, J. Engelman, R. Esscher, J. Rädecker                                      |
| Provinciale Commissie - Utrecht       | dr. ir. G.W. van Heukelom | J.M. van de Water         | ir. W. de Bruyn, G. Rietveld, J.W.M. Sluiter, H.M. Wezelaar                                    |
| Provinciale Commissie - Zeeland       | jhr. ir. J. de Ranitz     | ir. F.H. Klokke           | W. Abeleven, mevr. E.J. van den Broecke-de Man, L. Heymans, ir. M. de Vink                     |
| Provinciale Commissie - Zuid-Holland  | dr. H.E. van Gelder       | ir. G.C. Lange            | H.V. Gerritsen, Chr. de Moor, A. Wegerif, D. Wolbers                                           |